# Constantino (hijo de Teófilo)
Constantino (en griego: Κωνσταντῖνος, c. 834-c. 835) fue un príncipe del Imperio bizantino. Aparece en unas pocas monedas de su padre con el título menor de despotes, aunque es probable que haya sido coronado emperador poco después, ya que sus hermanas Ana y Anastasia, junto al futuro Miguel III, fueron igualmente coronados con solo meses de edad.

## Biografía
Constantino era el hijo mayor del emperador Teófilo y Teodora. Tenía cinco hermanas (Tecla, Ana, Anastasia, Pulqueria, María). Como Teófilo sucedió a su propio padre Miguel II como basileos el 2 de octubre de 829, Constantino se convirtió en heredero del trono. Poco después fue coronado coemperador y aparece como tal en las monedas de su padre. Murió en la infancia y fue enterrado en la iglesia de los Santos Apóstoles en Constantinopla.
Hay poca claridad en cuanto a las fechas de su nacimiento, coronación y muerte. Según la Prosopographie der mittelbyzantinischen Zeit, nació a finales de la década de 820 y murió antes de 831, pero sus padres se conocieron en mayo de 830 y se casaron al mes siguiente, lo que sugiere una fecha de nacimiento de 831 como mínimo. En cualquier caso, solamente se menciona un emperador en el De Ceremoniis para 831; Constantino también está ausente en las monedas acuñadas en 831/832 y 832/833, aunque esto podría significar que solo fue designado coemperador en 833. Debe haber fallecido en 835, ya que en ese año se registró que Teófilo no tenía un heredero varón (el hermano menor de Constantino, Miguel III nacería en 840), una situación que Teófilo intentó rectificar al casar a su pequeña hija María con el general Alejo Mosele, quien poco antes de esto (posiblemente ya en 831) había sido ascendido a César.
Según Teófanes Continuatus, una colección de escritos probablemente escritos en el siglo X, Constantino murió ahogado en una cisterna en el Palacio de Blanquernas después de escapar del cuidado de su nodriza.